# Gevelsberg Hauptbahnhof
Gevelsberg Hauptbahnhof (Gevelsberg Hbf) is het centraal station of hoofdstation van de Duitse plaats Gevelsberg. Het station ligt aan de spoorlijn Wuppertal – Hagen.

## Treinverbindingen
| Serie | Treinsoort            | Route | Bijzonderheden |
| ----- | --------------------- | --- | -------------- |
| S 8   | S-Bahn (DB Regio NRW) | Mönchengladbach Hbf – Neuss Hbf – Düsseldorf Hbf – Gruiten – Wuppertal Hbf – Schwelm – Gevelsberg Hbf – Hagen Hbf |                |